# Csinszka (keresztnév)
A Csinszka magyar eredetű női név. Ady Endre által a csacsi szóból képzett Csacsinszka rövidülése, mely feleségének, Boncza Bertának volt beceneve majd írói neve is.

## Gyakorisága
Az újszülötteknek adott nevek körében az 1990-es években szórványos volt. A 2000-es és a 2010-es években sem szerepelt a 100 leggyakrabban adott női név között.
A teljes népességre vonatkozóan a Csinszka sem a 2000-es, sem a 2010-es években nem szerepelt a 100 leggyakrabban viselt női név között.

## Névnapok
február 3., december 6.

## Híres Csinszkák
Boncza Berta, Ady Endre felesége